# Dunkelgräfin

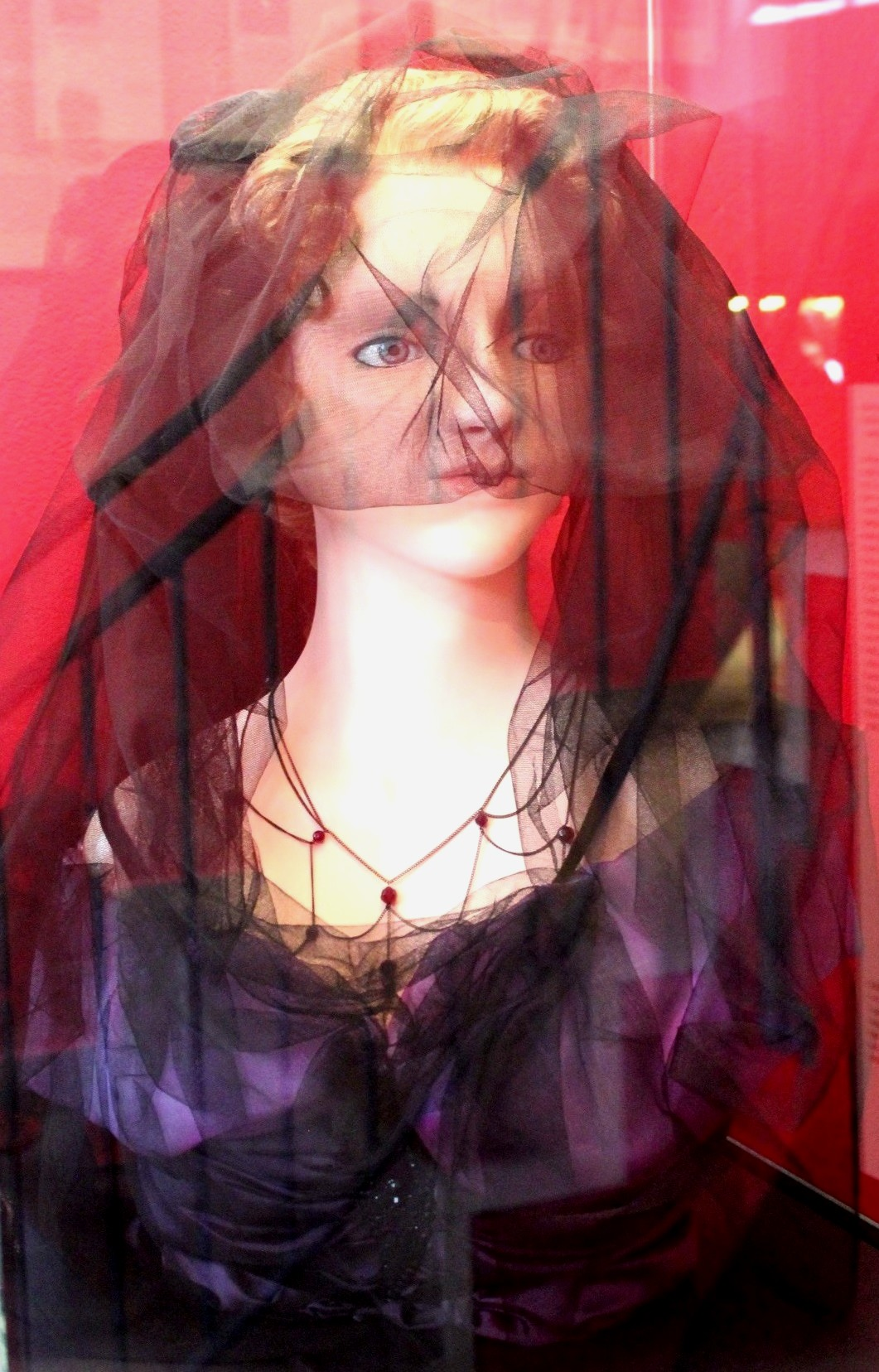
Bildnisbüste der Dunkelgräfin (Stadtmuseum Hildburghausen)

Dunkelgraf und Dunkelgräfin ist die Bezeichnung für ein geheimnisvolles Paar, das von 1810 bis 1837 auf Schloss Eishausen bei Hildburghausen lebte und sich selten in der Öffentlichkeit zeigte. Wegen ihres zurückgezogenen Lebens und ihrer ungeklärten Identität wurden sie literarisch „die Dunkelgrafen“ genannt (Comte et Comtesse des Ténèbres). Sie wurde lange Zeit als Marie Thérèse Charlotte von Frankreich gehandelt, Tochter des hingerichteten französischen Königs Ludwig XVI. und seiner Frau Marie-Antoinette, was durch anthropologische und molekulargenetische Analysen jedoch mittlerweile widerlegt werden konnte.

## Geschichte

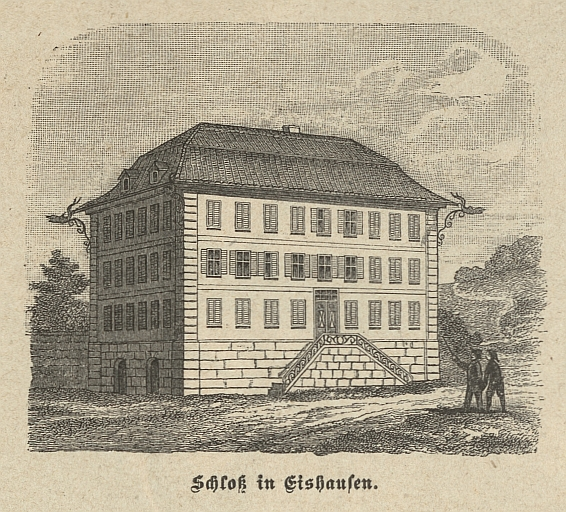
Schloss Eishausen
(Die Gartenlaube, 1863)

Historisch nachgewiesen ist die Ankunft des Paares, das später den Beinamen Dunkelgrafen erhielt, am 7. Februar 1807 in Hildburghausen. Dort verbrachten sie die nächsten drei Jahre, bis sie 1810 in das nahegelegene Schloss Eishausen zogen, das abgeschiedener lag und das Paar vor der Neugierde der Ortsansässigen schützen sollte.
Die Dunkelgräfin starb am 25. November 1837 im Alter von etwa 58 Jahren. Sie wurde ohne jede Grabinschrift auf dem Schulersberg, dem heutigen Stadtberg von Hildburghausen, begraben.
Der Dunkelgraf war der Niederländer Leonardus Cornelius van der Valck alias Vavel de Versay. Er gab nach ihrem Tod an, ihr Name sei Sophia Botta gewesen. Bis zu seinem Tod lebte er weiterhin zurückgezogen im Schloss Eishausen. Van der Valck wurde 1769 in Amsterdam geboren, katholisch getauft und starb am 8. April 1845. Auf dem Friedhof in Eishausen wurde er beigesetzt.
Schloss Eishausen wurde im Jahr 1874 wegen Baufälligkeit abgerissen. Im Jahr 2010 wurde das Gebäude im Rahmen eines Projektes des Interessenkreises Dunkelgräfin e. V. und der Hochschule für angewandte Wissenschaften Coburg digital rekonstruiert.

## Widerlegte Vertauschungstheorie

### Vertauschungstheorie

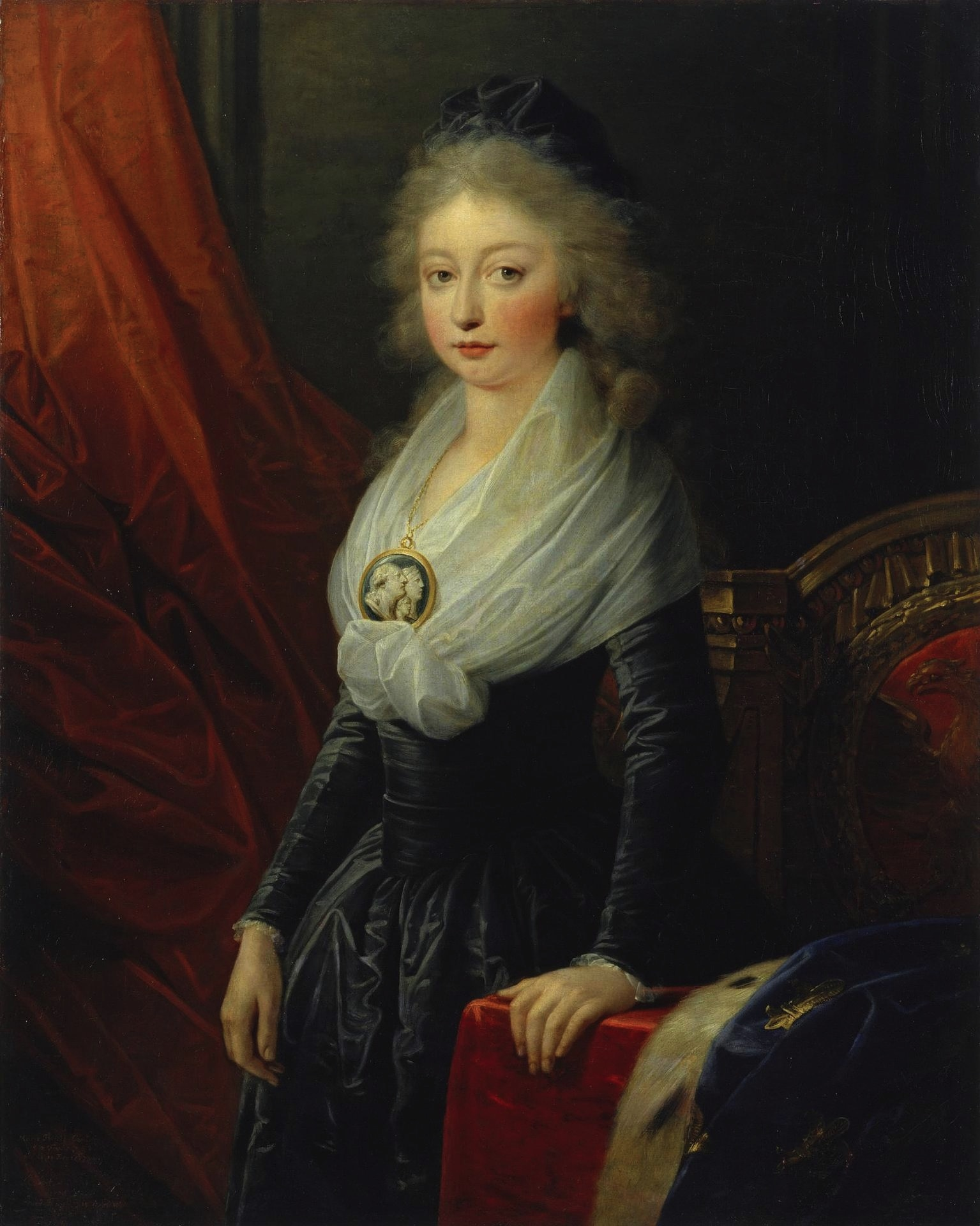
Marie Thérèse von Frankreich um 1796, Gemälde von Heinrich Füger

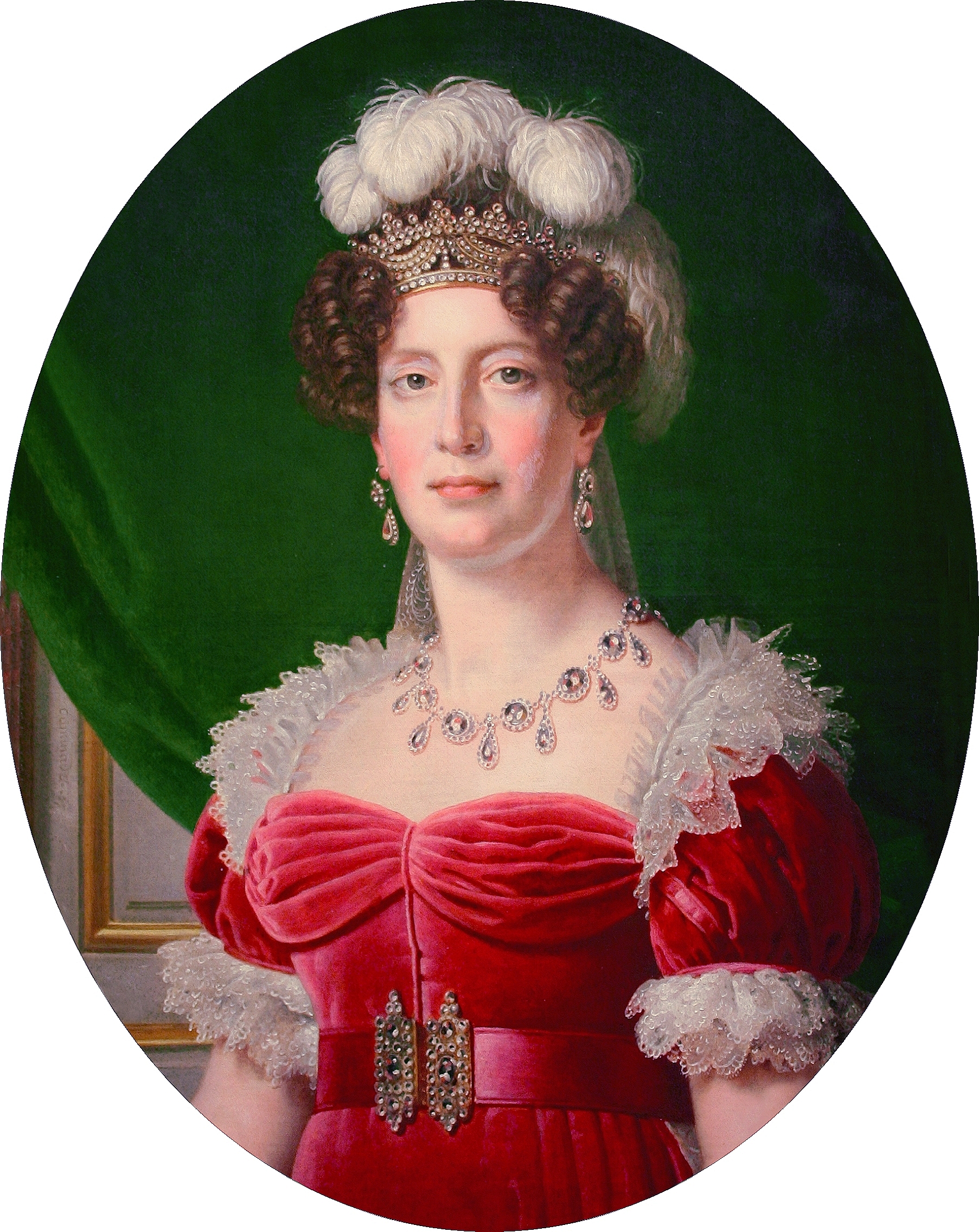
Marie Thérèse 1827, Gemälde von Alexandre-François Caminade

Von der Mitte des 19. Jahrhunderts an entstanden ungesicherte Angaben und Gerüchte, nach denen es sich bei der Frau um Marie Thérèse Charlotte von Frankreich gehandelt habe, die Tochter des hingerichteten französischen Königs Ludwig XVI. und seiner Frau Marie-Antoinette.
Marie Thérèse Charlotte wurde am 19. Dezember 1778 in Versailles als erstes Kind von Ludwig XVI. und Marie-Antoinette geboren. Nach dem Sturm auf die Bastille am 14. Juli 1789 und als Folge eines missglückten Fluchtversuchs wurde die königliche Familie im Temple festgesetzt. Am 21. Januar 1793 wurde ihr Vater und am 16. Oktober des gleichen Jahres ihre Mutter guillotiniert. Die überlebende Prinzessin wurde zum Spielball der Politik und am 18. Dezember 1795 im Austausch für französische Kriegsgefangene der österreichischen Verwandtschaft ihrer Mutter übergeben.
Nach einer angeblichen Schwangerschaft durch sexuellen Missbrauch im Temple soll sie 1795 nach ihrer Freilassung und unmittelbar vor der Hochzeit mit ihrem Cousin, dem Herzog von Angoulême, gegen eine andere Frau ausgetauscht worden sein. So sollte die vermeintliche Schwangerschaft vertuscht oder spätere Ansprüche auf den französischen Thron verhindert werden. Um ihr Incognito zu schützen, habe sie sich in die deutsche Provinz zurückgezogen, erst nach Ingelfingen, dann für fast drei Jahrzehnte nach Hildburghausen. Wegen dieser vermuteten Identität wurde die Dunkelgräfin auch Madame Royale genannt.
Nach der Vertauschung soll die andere Person – angeblich ihre Halbschwester Ernestine Lambriquet – die offizielle Rolle der Madame Royale übernommen haben. Am 10. Juni 1799 heiratete demnach Lambriquet und nicht Marie Thérèse Charlotte in Mitau den Herzog von Angoulême. Die Hochzeit habe auf Wunsch Ludwigs XVIII. stattgefunden, in jedem Fall aber gegen den Willen Franz’ II., des zukünftigen Kaisers von Österreich.
Gemäß der Austauschtheorie musste sich daher die echte Madame Royale nach der Vertauschung verstecken. Angeblich soll sie bereits im Juni 1799 unter den Schutz des holländischen Diplomaten Leonardus Cornelius van der Valck gestellt worden sein. Mit ihm zusammen sei sie demnach noch vor ihrem erwiesenen Aufenthalt in Ingelfingen auf der Flucht vor Napoleon gewesen und habe zunächst in Gotha, Jena und später in Schweinfurt und Heidelberg gelebt.
Die Austauschtheorie führt das versteckte Leben der Dunkelgrafen auf zwei Gründe zurück. Den historischen Quellen zufolge soll Marie Thérèse Charlotte ihrer Mutter sehr ähnlich gesehen haben. Ein öffentlicher Auftritt wäre nicht möglich gewesen, ohne dass die Ähnlichkeit zur hingerichteten französischen Königin Marie-Antoinette aufgefallen wäre. Bis zum Zusammenbruch von Napoléons Reich 1813 hätte dieser ein mutmaßliches Interesse daran gehabt, den Austausch aufzudecken und für seine anti-royalistischen Propagandazwecke zu verwenden. Doch selbst nach dem Machtverlust Napoléons sei der Austausch nicht rückgängig gemacht worden, weil dies wiederum die Heirat von Ernestine Lambriquet mit dem Herzog von Angoulême desavouiert hätte.

### Gründe, Vermutungen und Indizien

Grab von Marie Thérèse Charlotte (Kloster Kostanjevica)

Als Gründe für einen Austausch werden die vermutete Schwangerschaft und eine psychische Instabilität der Marie Thérèse Charlotte angenommen. Der Verlust ihrer Familie, die Gefangenschaft und die Vergewaltigung hätten sie schwer belastet. Wegen dieser psychischen Verfassung sei sie nicht in der Lage gewesen, die geplante Ehe mit ihrem Cousin, dem Herzog von Angoulême, einzugehen. Da Ludwig XVIII. aber aus politischen Interessen auf der Heirat bestanden habe, musste eine Dame gefunden werden, die sowohl Ähnlichkeit mit Marie Thérèse Charlotte hatte, als auch die Sitten am französischen Hof kannte.
Der Austausch der beiden jungen Frauen sollte so geheim wie möglich gehalten werden. Dennoch habe es eine Reihe von Eingeweihten gegeben, die von der Substitution wussten. So hätten sich schon damals Gerüchte entwickelt, demnach nicht die echte Madame Royale den Platz der Herzogin von Angoulême eingenommen hatte und letztere (also Ernestine Lambriquet) dazu veranlasste, Schweigegelder an Mitwisser zu zahlen.
Außer diesen Gerüchten führen die Befürworter der Vertauschungsthese noch weitere Indizien an. So würden Porträts, die vor und nach dem Tausch in Hüningen gemacht wurden, zwei völlig verschiedene Personen zeigen. Ferner seien erhebliche Abweichungen in den Charakterzügen der beiden Personen zu erkennen. Während Madame Royale vor dem Austausch stets als schüchterne und liebevolle Person beschrieben wurde, sei laut Augenzeugenberichten die Herzogin von Angoulême ein schroffer und teilnahmsloser Typ gewesen.
Unter den widersprüchlichen Indizien gegen die Austauschtheorie ist ein 1808 in deutscher Sprache geschriebener Geburtstagsbrief der Dunkelgräfin an ihren Begleiter hervorzuheben, der von den Schriftproben der früheren Königstochter deutlich abweicht. Gesichert ist außerdem, dass der als Leonardus Cornelius van der Valck identifizierte Dunkelgraf auf Seiten der französischen Revolution gegen die Bourbonen kämpfte und vielfältige Kontakte zu Republikanern pflegte. Das zurückgezogene Leben der Dunkelgräfin und das ständige Tragen eines angeblich grünen Schleiers sowie einer Brille mit grünen Gläsern könnte zudem entweder auf eine entstellende Lichtallergie oder auf eine andere physische oder psychische Erkrankung zurückzuführen sein. Die Angabe van der Valcks anlässlich des Todes der Dunkelgräfin 1837 als Sophie Botta aus Westfalen wird jedoch in Zweifel gezogen, da es in den Archiven Westfalens keinerlei Hinweise auf eine Person dieses Namens gibt. Andererseits war der ursprünglich italienische Nachname Botta seit dem 18. Jahrhundert vor allem in den südwestlichen Grenzgebieten zu Frankreich durchaus verbreitet.
Für den Austausch fehlt indes bis heute ein unwiderlegbarer Beweis. Die aufgeführten Indizien beruhen auf reinen Spekulationen. Im Laufe der Zeit bildeten sich weitere Spekulationen um die Identität der Dunkelgräfin, die jedoch alle nicht verifiziert werden konnten.

### Widerlegung durch anthropologische Untersuchungen

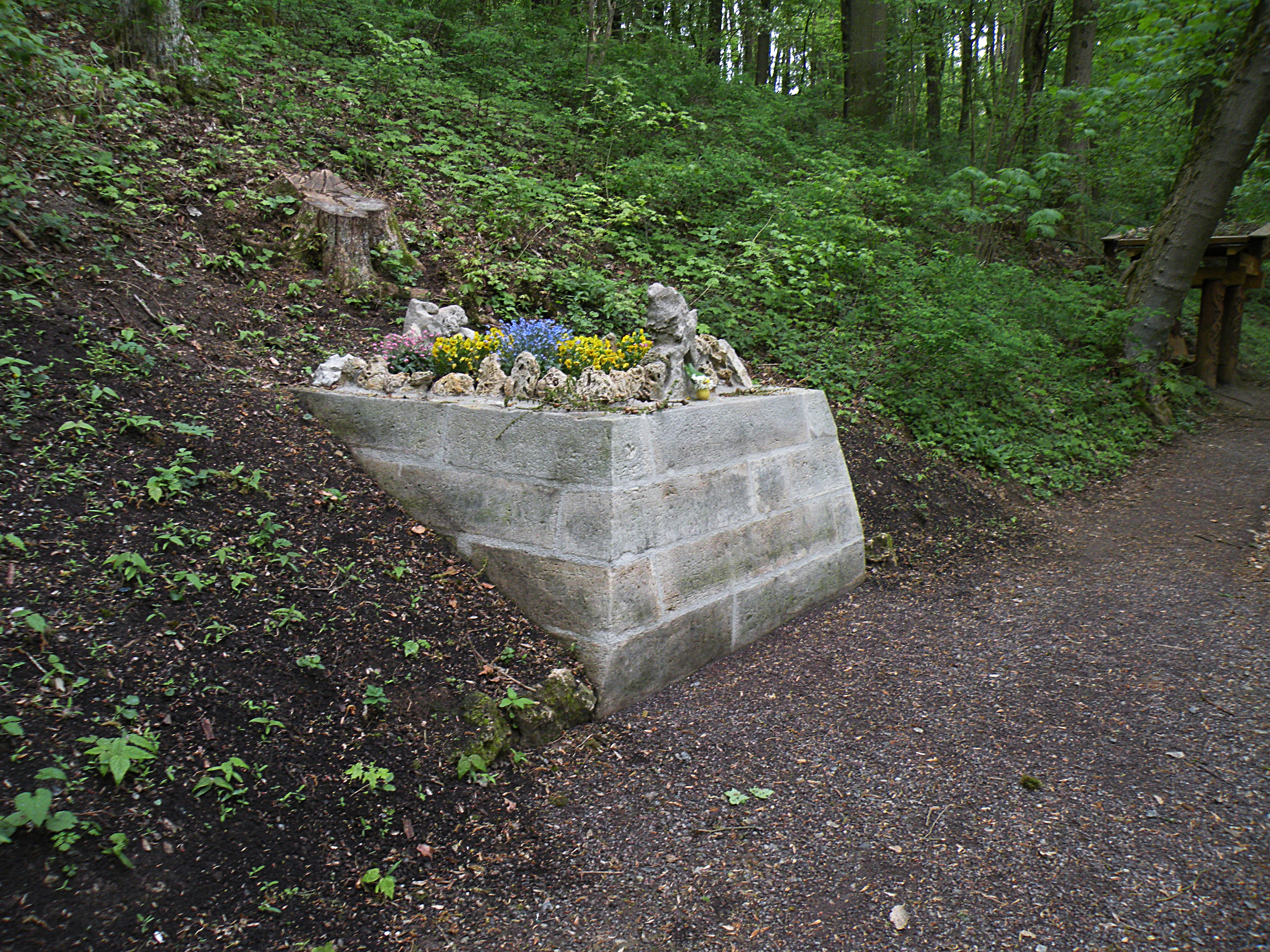
Das Grab der Dunkelgräfin

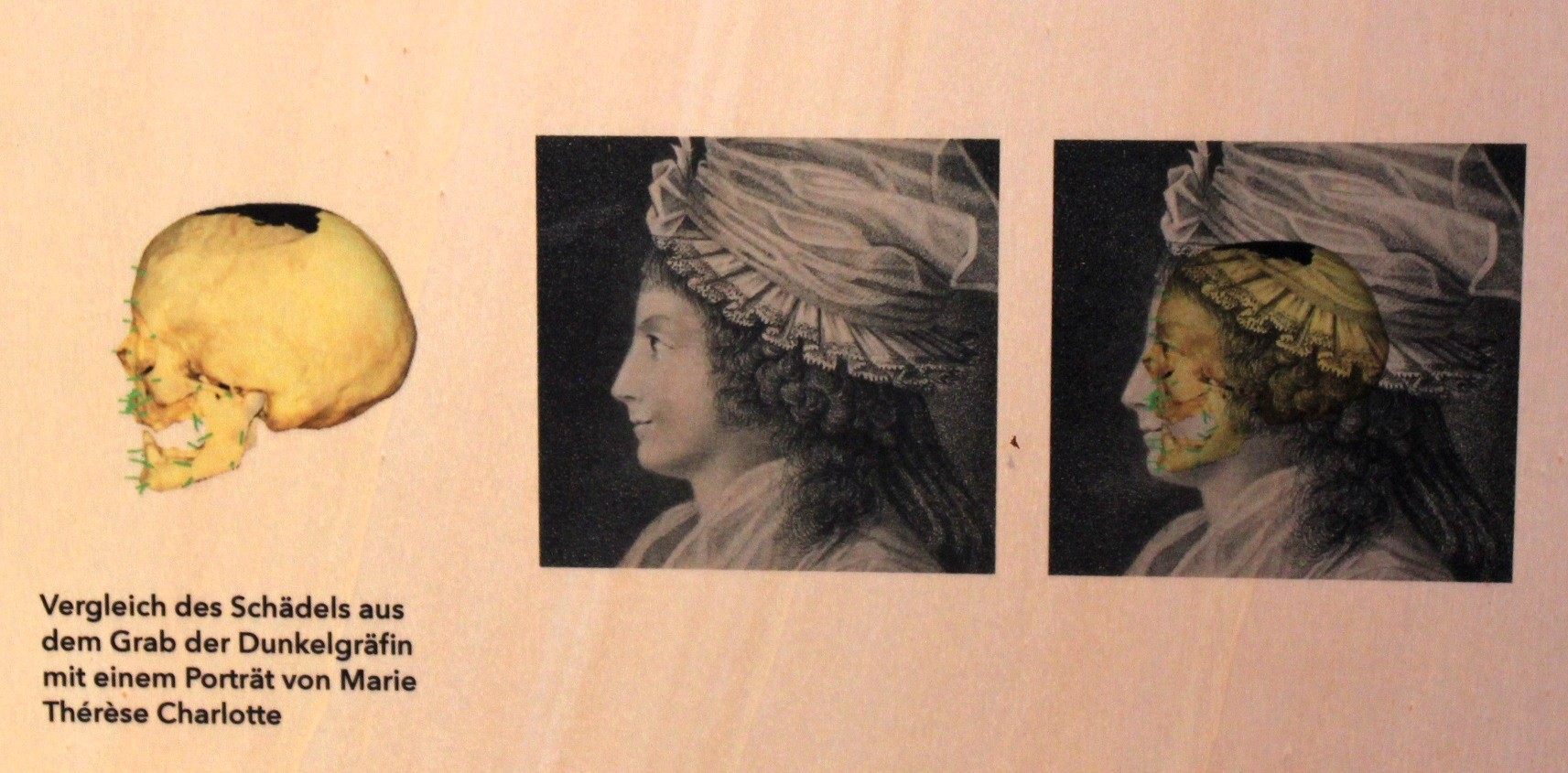
Vergleich des Schädels der Dunkelgräfin mit einem Porträt von Marie Thérèse Charlotte (Stadtmuseum Hildburghausen)

Um das Rätsel der wahren Identität der Dunkelgräfin zu lösen, gab es wiederholt Versuche das Grab der Dunkelgräfin zu öffnen, um mit Hilfe eines DNA-Tests das Geheimnis um die Identität zu lösen und die Übereinstimmung zwischen Marie Thérèse Charlotte und der geheimnisvollen Frau entweder zu beweisen oder zu widerlegen. Am 27. Juni 2012 beschloss der Stadtrat von Hildburghausen eine Exhumierung der sterblichen Überreste. Diese sollten im Anschluss durch anthropologische Vergleiche der Frau aus der Gruft mit anderen Familienmitgliedern aus der Bourbonengruft im slowenischen Franziskanerkloster Kostanjevica und durch DNA-Untersuchungen mit genetischem Vergleichsmaterial des Bruders der Madame Royale und noch lebender Nachkommen untersucht werden. Gegen den Stadtratsbeschluss regte sich jedoch Widerstand, was in der Folge zur Gründung der Bürgerinitiative Gegen die Exhumierung der Dunkelgräfin führte, welche ein Bürgerbegehren organisierte. Die dafür erforderlichen Unterschriften kamen zustande, so dass am 13. Februar 2013 der Stadtrat Hildburghausen die Durchführung eines Bürgerentscheids beschloss, welcher im April 2013 durchgeführt wurde. In dem Entscheid sprach sich zwar eine Mehrheit gegen die Graböffnung aus, das erforderliche Quorum von 20 Prozent der Wahlberechtigten wurde jedoch knapp verfehlt, womit es bei dem Stadtratsbeschluss blieb. Am 15. Oktober 2013 wurde das Grab geöffnet. Es wurden Sargnägel sowie ein fast vollständiges weibliches Skelett geborgen.
Nach Entnahme von DNA-Material wurden die sterblichen Überreste in einer feierlichen Zeremonie am 7. November 2013 im Grab der Dunkelgräfin wieder bestattet.
Sofern sich die Gebeine zweifelsfrei ein und derselben Frau zuordnen lassen, ergab das interdisziplinäre Wissenschaftsprojekt des Mitteldeutschen Rundfunks (MDR) im Juli 2014 zweifelsfrei, dass die im Grab der mysteriösen „Dunkelgräfin von Hildburghausen“ gefundenen Gebeine nicht jene der Tochter des französischen Königs Ludwig XVI. und seiner Frau Marie-Antoinette waren. Bereits eine DNA-Probe aus dem Jahr 2000 vom Herzen des Bruders von Marie Thérèse, dem Dauphin Louis Charles, stimmte nicht mit der DNA der Dunkelgräfin überein. Auch DNA-Vergleiche der sterblichen Überreste mit heute lebenden Nachfahren der Familie von Marie-Antoinette (hierzu diente eine Speichelprobe von Alexander Prinz von Sachsen-Gessaphe) ergaben keine Übereinstimmung. Damit ist bewiesen, dass es sich bei den im Sarg vorgefundenen Überresten der Dunkelgräfin nicht um jene der Prinzessin Marie Thérèse Charlotte de Bourbon handeln kann. Zusätzlich wurde dies durch eine vergleichende Gesichtsrekonstruktion anhand des Schädels mit Porträts und Gesichtsabgüssen der Prinzessin bestätigt. Die Proportionen des rekonstruierten Gesichts sind mit den Porträts von Marie Thérèse nicht vereinbar.

## Rezeption

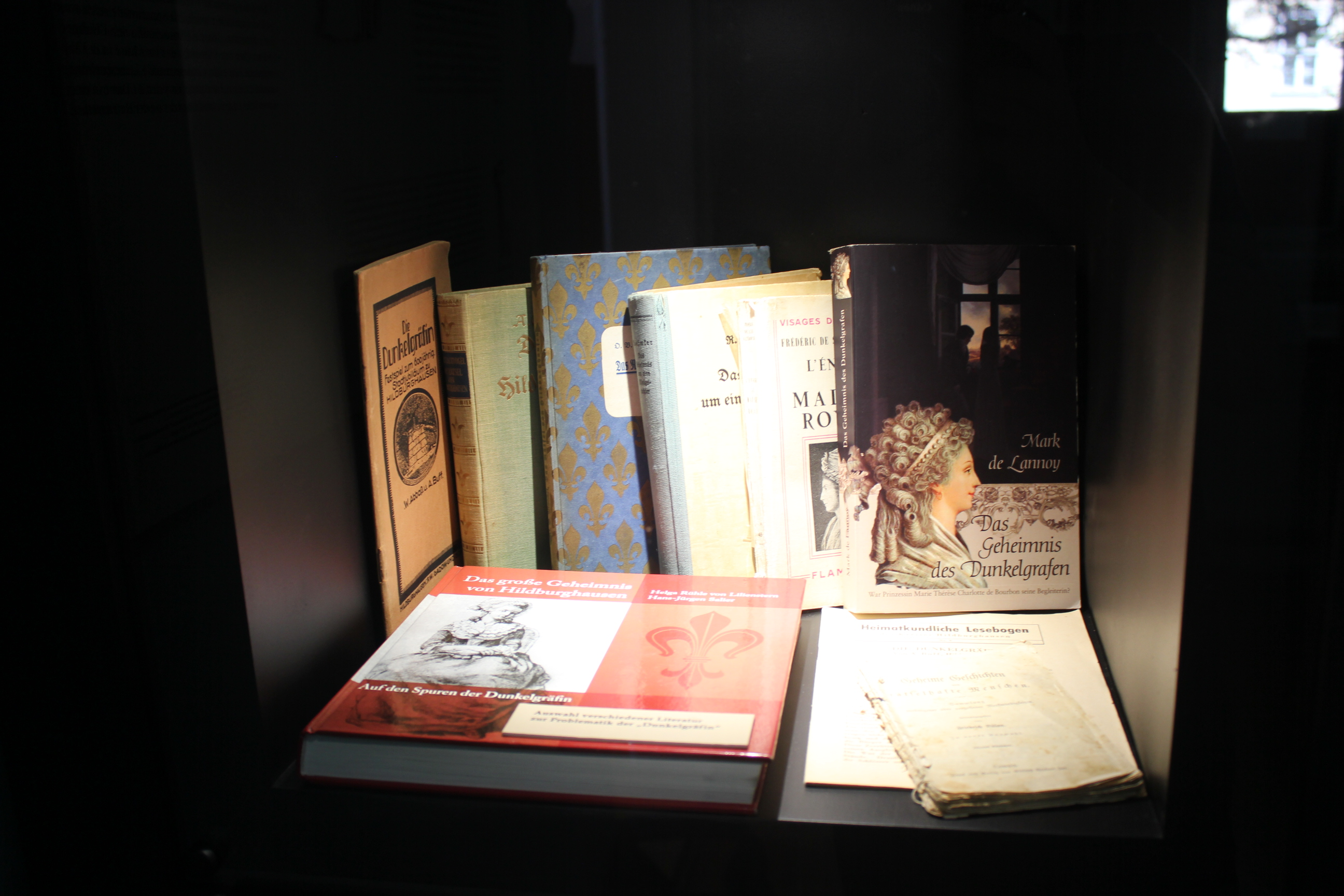
Bücher zur Dunkelgräfin (Stadtmuseum Hildburghausen)

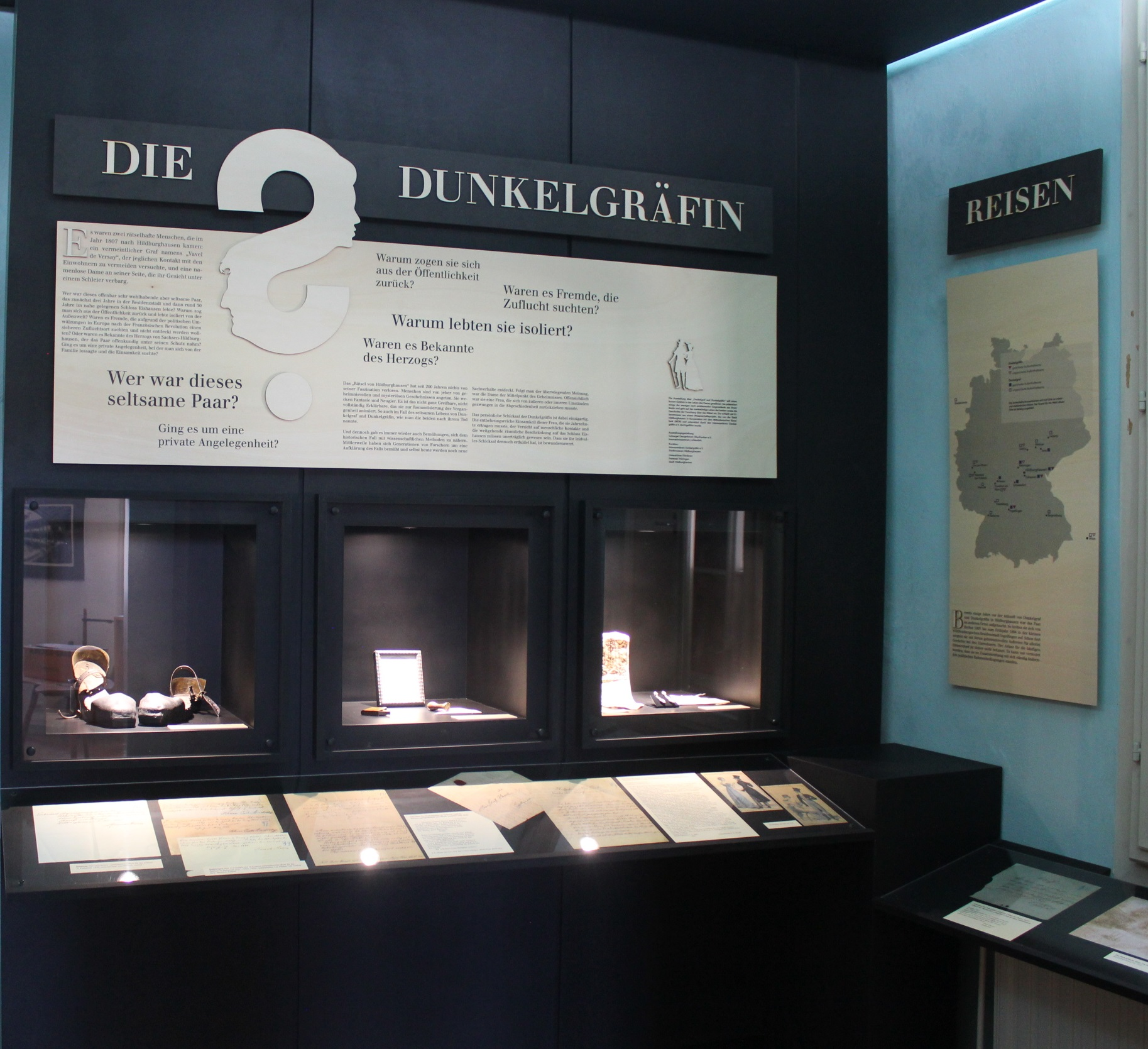
Ausstellung „Die Dunkelgräfin“ im Stadtmuseum Hildburghausen

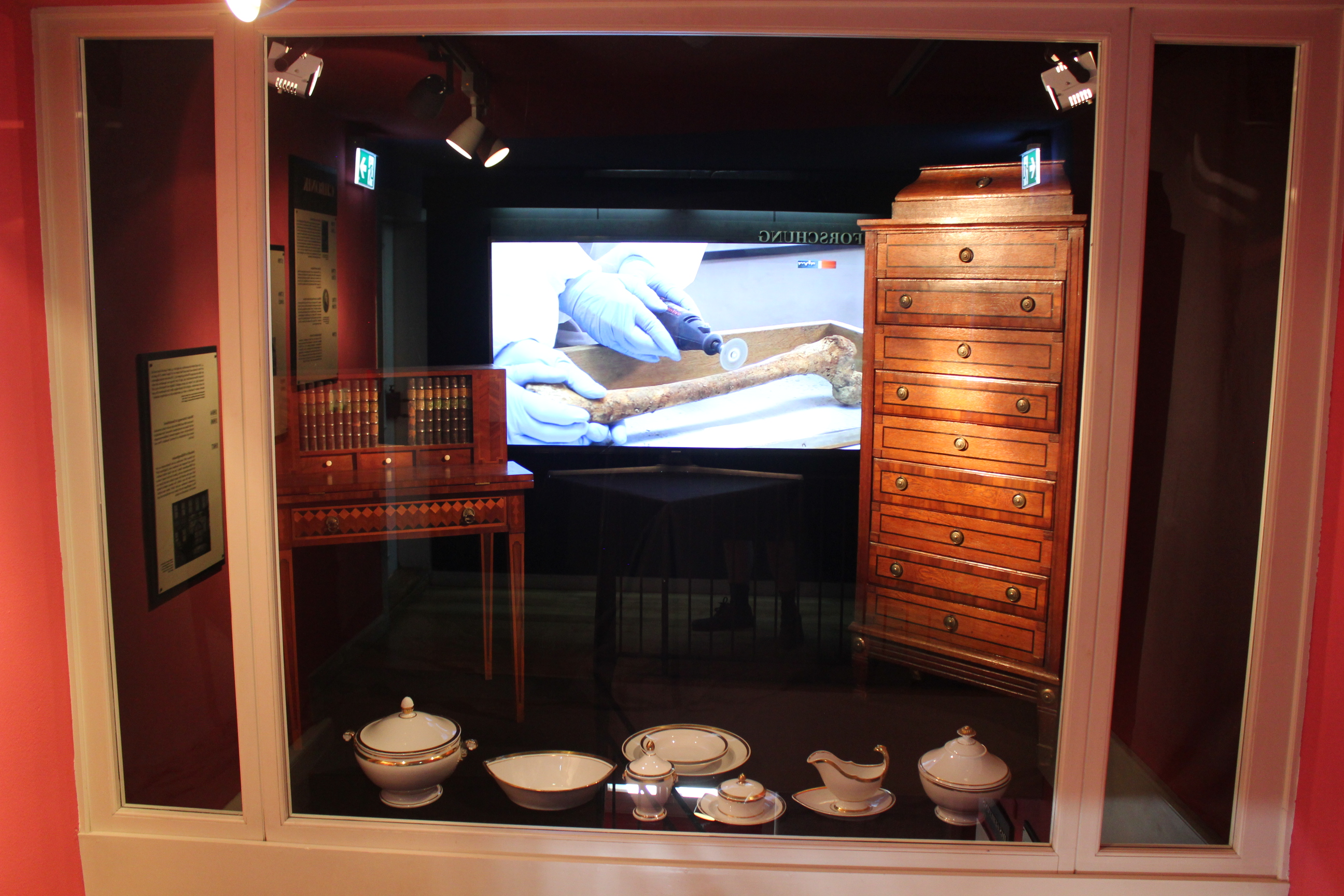
Ausstellung „Die Dunkelgräfin“ im Stadtmuseum Hildburghausen

### Belletristik (Auswahl)
- Otto Ludwig: Limbacher Novelle. Unveröffentlichtes Manuskript, 1841.
- La Roche (Pseudonym): Der geheimnisvolle Graf zu Eishausen, nach sicheren Berichten enthüllt. Druck und Verlag von C. Brückner, Römhild 1845.
- Ludwig Bechstein: Der Dunkelgraf. Meidinger, Frankfurt am Main 1854 (Digitalisat in: austrian literature online – alo).
- Karl Deutsch (vermutlich Hans Wachenhusen): Ein ungelöstes Rätsel. Historische Erzählung. In: Der Hausfreund. Illustrirtes Familienblatt, Wien 1865, S. 148–159, 205–213, 258–263 (Digitalisat).
- Louise Otto-Peters: Die Unbekannte von Hildburghausen 1804–1845. In: Merkwürdige und geheimnißvolle Frauen. Heinrich Matthes, Leipzig 1868, S. 181–210 (Digitalisat).
- Albert Emil Brachvogel: Das Rätsel von Hildburghausen. Roman aus der ersten Hälfte unsres Jahrhunderts. 2 Bände. Carl Rümpler, Hannover 1872 (Digitalisat beider Bände der 2. Auflage von 1873).
- Mór Jókai: Das namenlose Schloss. Janke Verlag, Berlin 1879.[16]
- Friedrich Bülau: Die Geheimnisvollen im Schlosse zu Eishausen. Eine wahre Geschichte ohne Lösung. In: Seltsame Geschichten aus vier Jahrhunderten. Bernina-Verlag, Wien/Leipzig 1937, S. 412–510.
- Kurt Kluge: Nocturno. Reclam, Leipzig 1939.
- Guido Diekmann: Die Frau mit den Seidenaugen. Rütten & Loening, Berlin 2006, ISBN 3-352-00732-2.
- Robert Löhr: Das Erlkönig-Manöver. Piper, München 2007, ISBN 978-3-492-04929-0.
- Clemens Richter: Die Erbin der Dunkelgräfin. Salier Verlag, Leipzig 2010, ISBN 978-3-939611-65-3.
- Jutta Glockauer: Das verbotene Land. Sehnsüchte und Rätsel zwischen Thüringen und Kalifornien. Frieling, Berlin 2010, ISBN 978-3-8280-2848-7.
- Reinhard Mrosk: Der Dunkelgraf und der Schatten einer Frau. Patalas, Kolkwitz 2013, ISBN 978-3-941535-04-6.

### Film
- Rätselhafte Geschichten – Die Dunkelgräfin von Hildburghausen. MDR-Reihe Hierzulande. Dokumentarfilm, 15 Min. Ein Film von Helge Cramer. Deutschland 2002.[17]
- Die vertauschte Prinzessin – Die Dunkelgräfin von Hildburghausen. MDR-Reihe Geschichte Mitteldeutschlands. Dokumentarfilm, 45 Min., Buch: Leonore Brandt, Regie: Hans-Michael Marten. Deutschland 2007.[18]
- Die Dunkelgräfin von Hildburghausen. Dokumentarfilm, 60 Min. Ein Film von Ute Gebhardt. Deutschland 2014.[19]
- Neues von der Dunkelgräfin aus Hildburghausen. MDR-Reihe Der Osten – Entdecke wo du lebst. Dokumentarfilm, 30 Min. Ein Film von Ute Gebhardt. Deutschland 2018.[20]

### Museal
- Die Dunkelgräfin von Eishausen. Sonderausstellung in der Landesbibliothek Coburg (6. September 2012 bis 1. Dezember 2012)[21]
- „Das geheimnisvolle Leben der Dunkelgräfin“ – Historische Fakten und neue Erkenntnisse. Sonderausstellung im Stadtmuseum Hildburghausen (19. Oktober 2014 – 1. März 2015)[22]
- Die Dunkelgräfin. Dauerausstellung im Stadtmuseum Hildburghausen (seit 1. März 2019)[23]

### Musik
- Die deutsche Black-Metal-Band Dunkelgrafen ließ sich von diesem Paar zu ihrem Bandnamen inspirieren.

### Theater
- Das Geheimnis der Dunkelgräfin. Schauspiel-Trilogie. Buch und Regie: Dorothee Hollender. Uraufführungen im Stadttheater Hildburghausen.
  - 1. Teil: Die Ankunft der Prinzessin. Uraufführung: 14. Oktober 2012.
  - 2. Teil: Das verzauberte Schloss. Uraufführung: 13. Oktober 2013.
  - 3. Teil: Das geheimnisvolle Grab. Uraufführung: 12. Oktober 2014.